# Rivista della Societa Toscana di Orticultura
Rivista della Societa Toscana di Orticultura (abreviado Rivista Soc. Tosc. Ortic.) fue una revista con ilustraciones y descripciones botánicas que fue editada en Florencia desde el número 64 al 72, en los años 1939-1947; el vol. 70 no fue publicado. Fue precedida por Bullettino della Societá Toscana di Orticultura.